# Thiais-Orly
Thiais-Orly è una stazione della linea 14 della metropolitana di Parigi.

## Storia della costruzione

### Grand Paris Express
Il 28 dicembre 2015, con il decreto n. 2015-1791, il governo francese ha dichiarato di pubblica utilità il progetto il progetto Grand Paris Express, che prevedeva il prolungamento verso sud della linea 14 della metropolitana di Parigi, dalla stazione di Olympiades, capolinea, fino a quella di Aéroport d'Orly, che sarebbe diventata la nuova capolinea. Proprio in questo nuovo tratto sarebbe rientrata anche la stazione di Thiais - Orly. Il progetto prevedeva anche un prolungamento della linea in direzione nord, dalla stazione Mairie de Saint-Ouen fino al nuovo capolinea, Saint-Denis Pleyel. Il prolungamento della linea 14 aveva come obiettivo quello di ridurre il carico di passeggeri sulla linea 13, quella più frequentata dell'intera rete metropolitana parigina, con circa 670 000 passeggeri giornalieri: il prolungamento avrebbe dovuto ridurre questa cifra di circa il 20-25%. I lavori per la realizzazione del progetto Grand Paris Express iniziano nel 2015, e si concluderanno circa nel 2030. In particolare, l'estensione della linea 14 sarebbe dovuta entrare in servizio nel 2017, ma a causa di vincoli tecnici e ambientali, ciò è stato rimandato prima al 2018 e poi al 2019. La pandemia di COVID-19, però, ha causato altri rallentamenti ai lavori, e il prolungamento della linea 14, comprensivo della stazione Thiais - Orly, è entrato in servizio il 24 giugno 2024, poco prima dell'inizio dei Giochi olimpici a Parigi.
La stazione è stata inaugurata il 24 giugno 2024 insieme al prolungamento della linea 14.

## Design
La stazione è stata progettata dallo studio architettonico di Parigi Valode & Pistre.

## Galleria d'immagini

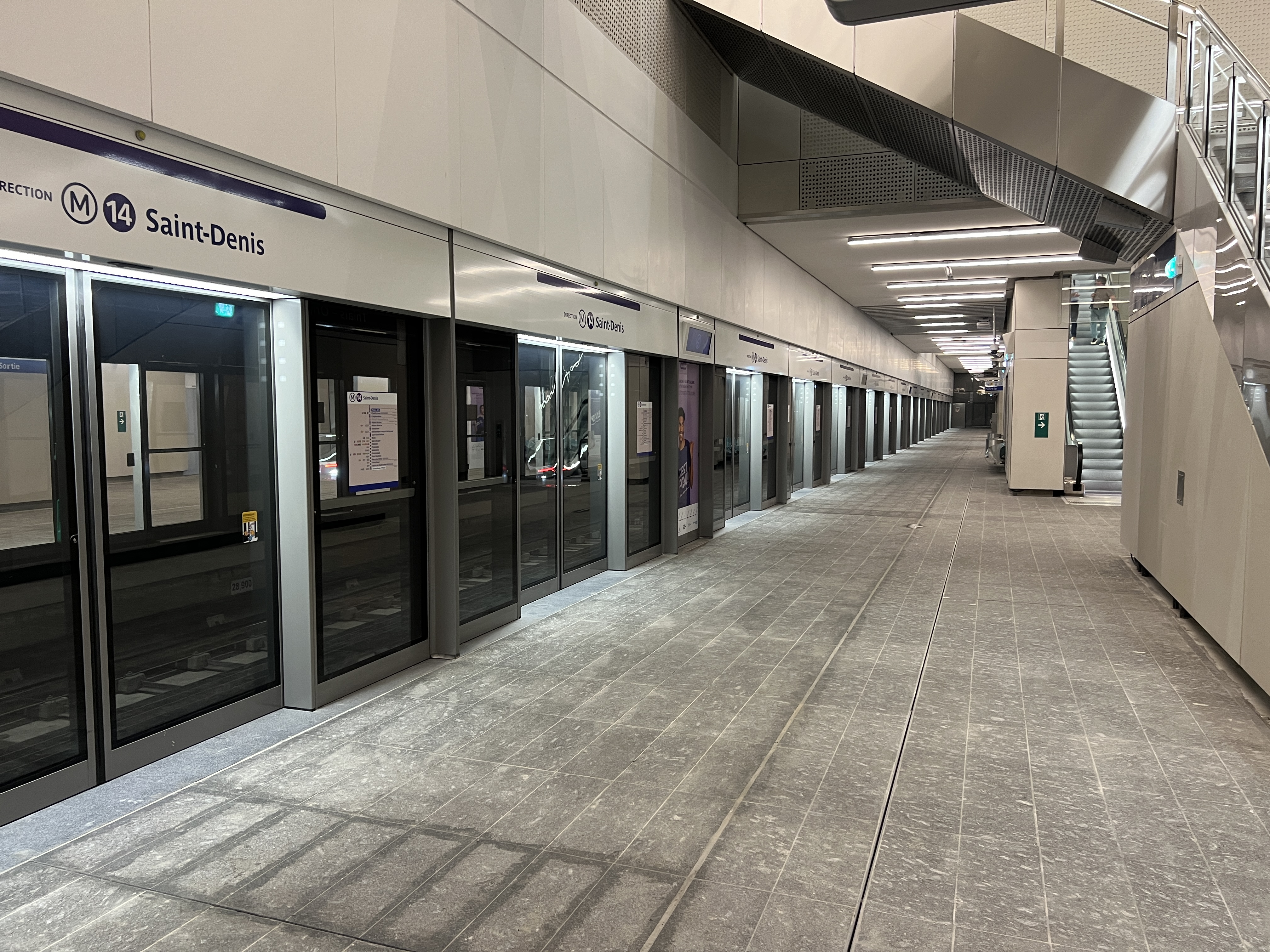
Il piano banchine
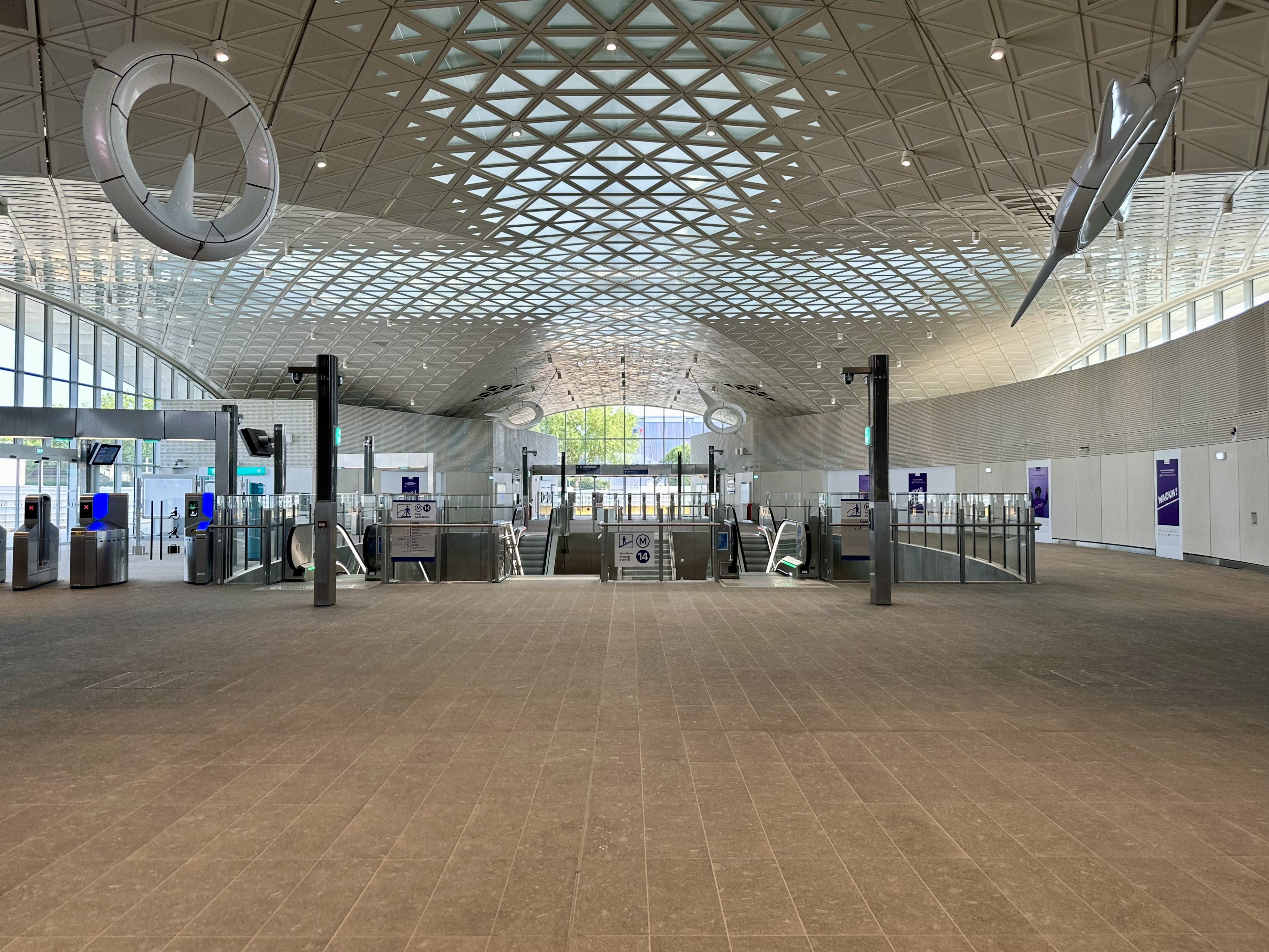
L'interno
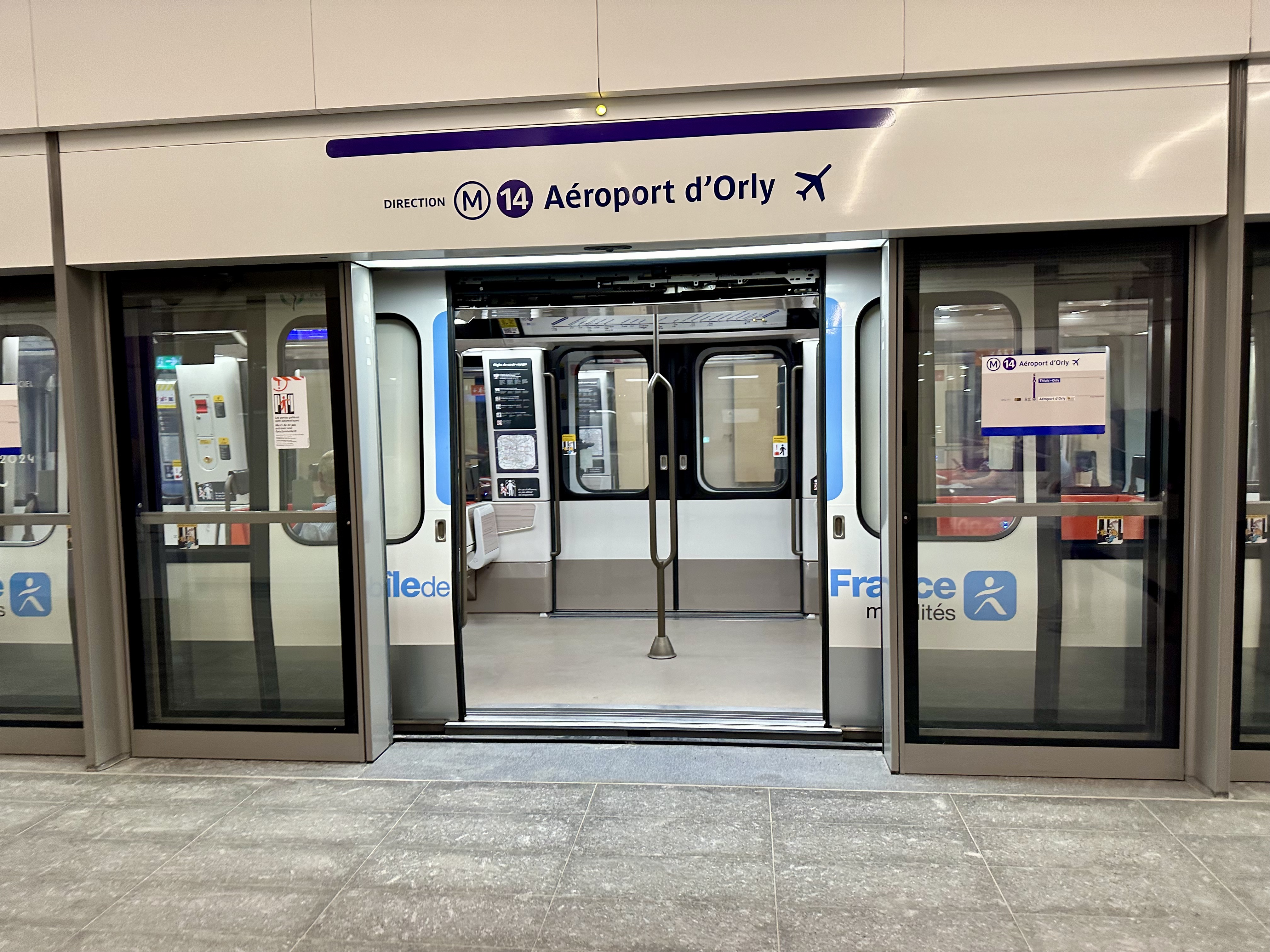
Treno fermo in stazione
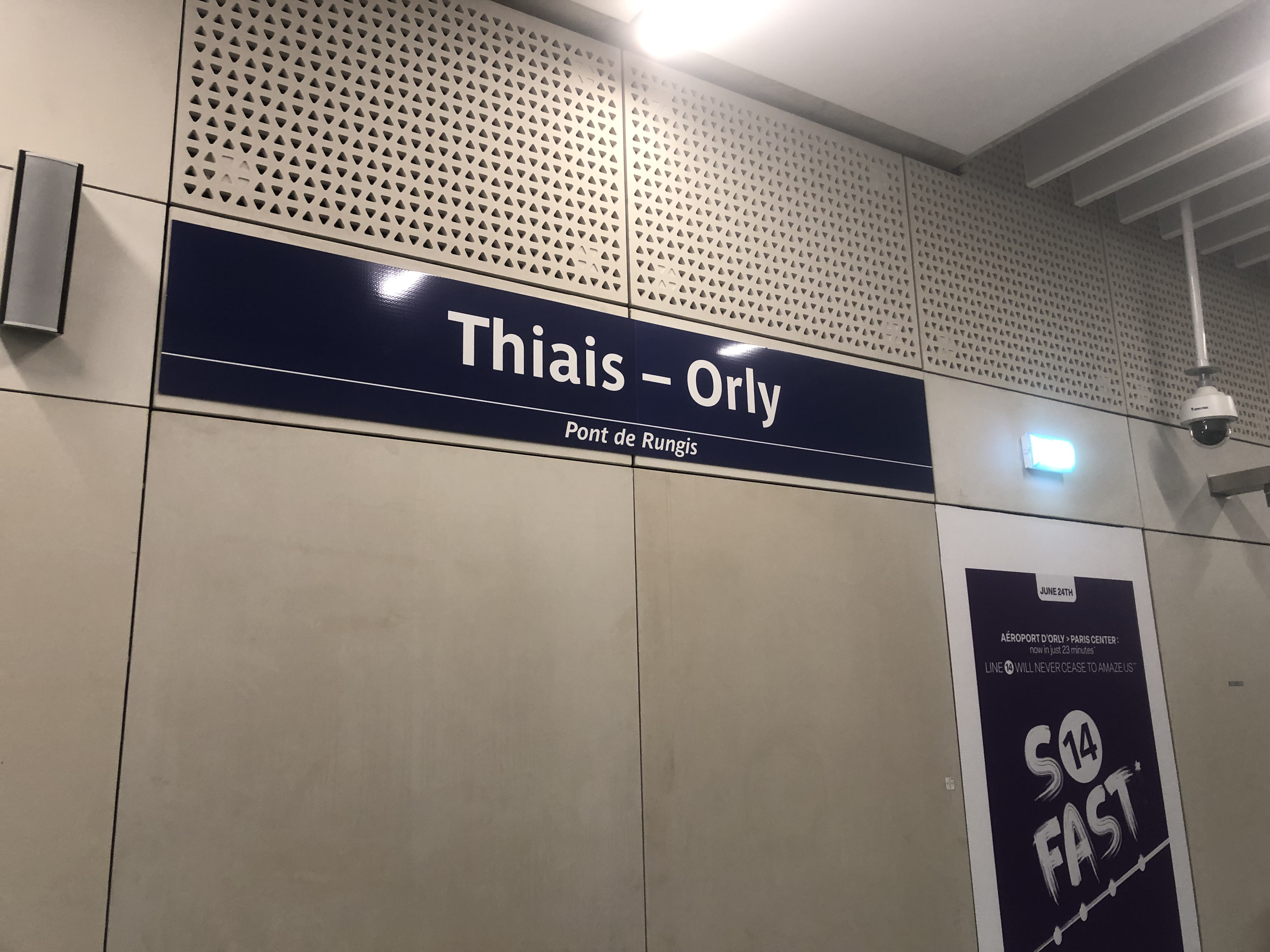
La segnaletica